# 23 août dans les chemins de fer
23 juillet 23 septembre
Chronologies thématiques
- Croisades
- Sports
- Disney

Cette page concerne les événements qui se sont déroulés un 23 août dans les chemins de fer.

## Événements

### XXesiècle
- 1916. France : ouverture de la section Jules Joffrin - Porte de la Chapelle de la ligne A du Nord-Sud (aujourd'hui ligne 12 du métro de Paris).
- 1969. France : fermeture de la station Martin Nadaud de la ligne 3 du métro de Paris.